# Geografija Estonije
Med 57,3 in 59,5 zemljepisne širine ter 21,5 in 28,1 zemljepisne dolžine leži Estonija na vzhodni obali Baltskega morja na ravni severozahodnem delu dvigajočega se vzhodnoevropskega nižavja. Estonska celina na severu meji na Finski zaliv (del Baltskega morja) nasproti Finske, na vzhodu na Čudsko jezero in Rusijo ter na jugu na Latvijo. Estonsko ozemlje poleg dela evropske celine obsega tudi večja otoka Saaremaa in Hiiumaa, precej manjša Muhu in Vormsi ter več kot 2200 drugih otokov in otočkov v Baltskem morju, ob zahodnih in severnih obalah celinske države.
Povprečna nadmorska višina površja Estonije je 50 m.
Podnebje je morsko, mokro, z zmernimi zimami in hladnimi poletji. Nahajališča oljnega skrilavca in apnenca, skupaj z gozdovi, ki pokrivajo 47 % kopnega, igrajo ključno gospodarsko vlogo v tej državi, ki je na splošno revna z viri. Estonija se ponaša z več kot 1500 jezeri, številnimi barji in 3794 kilometri obale, ki jo označujejo številni zalivi, ožine in zalivi.

## Geografske značilnosti
Estonija je ravninska država, ki obsega 45.339 km², od česar notranje vode predstavljajo 4,6 %. Estonija ima dolgo, plitvo obalo (3794 km) vzdolž Baltskega morja, s 1520 otoki, posejanimi ob obali. Dva največja otoka sta Saaremaa (dobesedno otoška dežela) s površino 2673 km² in Hiiumaa s površino 989 km². Oba otoka sta priljubljeni estonski počitniški točki. Najvišja točka države, Suur Munamägi (Jajčna gora), je na hribovitem jugovzhodu in doseže 318 m nadmorske višine. Estonijo pokriva približno 18.000 km² gozda. Obdelovalna zemlja obsega okoli 9260 km². Travniki pokrivajo približno 2520 km², pašniki pa približno 1810 km². V Estoniji je več kot 1400 naravnih in umetnih jezer. Največje med njimi, Čudsko jezero (3555 km²), tvori velik del meje med Estonijo in Rusijo. Võrtsjärv, ki leži v osrednji Estoniji, je drugo največje jezero (270 km²). Narva (reka) in Emajõgi sta med najpomembnejšimi številnimi rekami v državi.
Majhna, nedavna skupina meteoritskih kraterjev, od katerih se največji imenuje Kaali, najdemo na estonskem otoku Saaremaa. Vplivu so morda bili priča železnodobni prebivalci tega območja.
Estonija ima zmerno podnebje s štirimi letnimi časi, ki so skoraj enako dolgi. Povprečne temperature se gibljejo od 16,3 °C na baltskih otokih do 17,1 °C v notranjosti julija, najtoplejšega meseca in od –3,5 °C na baltskih otokih do − 7,6 °C v notranjosti februarja, najhladnejšega meseca. Padavine v povprečju znašajo 568 mm na leto in so največje pozno poleti.
Kopenska meja Estonije z Latvijo poteka 333 km; ruska meja poteka 324 km. Od leta 1920 do 1945 je meja Estonije z Rusijo, določena z mirovno pogodbo iz Tartuja iz leta 1920, segala čez reko Narvo na severovzhodu in čez mesto Petseri na jugovzhodu. To ozemlje, veliko približno 2300 km², je bilo ob koncu druge svetovne vojne preneseno v Sovjetsko Rusijo.

## Živalstvo
V estonskih gozdovih živi 65 različnih vrst sesalcev. Ocenjuje se, da živi okoli 700 rjavih medvedov, več kot 150 volkov, 400 risov, 14.000–16.000 bobrov, 3400 divjih svinj, 10.000–11.000 losov in 120.000–130.000 jelenov. Tu so tudi druge divje živali.

## Rastlinstvo
Estonija je majhna, gozdnata država, ki leži ob Baltskem morju. Je del evro-sibirske regije kopenskega palearktičnega kraljestva in morske ekoregije zmernega severnega Atlantika.
Fitogeografsko si Estonijo delijo srednjeevropske in vzhodnoevropske province Cirkumborealne regije znotraj borealnega kraljestva. Po podatkih WWF ozemlje Estonije spada v ekoregijo sarmatskih mešanih gozdov.
V Estoniji je več endemičnih rastlinskih vrst. Sem spadata na primer saaremajski rumeni klopotec (Rhinanthus osiliensis) in estonska kosmatulja (Saussurea esthonica). Skupno je 83 endemičnih taksonov, večinoma iz rodu Hieracium.
Skupno je opisanih 1441 vrst vaskularnih rastlin, poleg tega več kot 2500 vrst alg in 680 vrst lišajev.

## Okoljska vprašanja
Ena najbolj obremenjujočih posledic sovjetske okupacije Estonije v letih 1944–1991 je vsesplošno onesnaževanje okolja. Najhujši kršitelj v tem pogledu je bila sovjetska vojska. Po vojaških objektih, ki pokrivajo več kot 800 kvadratnih kilometrov estonskega ozemlja, je vojska v tla odvrgla na stotine tisoč ton reaktivnega goriva, neustrezno odstranila strupene kemikalije ter zavrgla zastarela eksploziva in orožje v obalne in celinske vode. V 1990-ih je med umikom vojske iz Estonije nastala velika škoda na zavrženih stavbah in opremi. Oktobra 1993 je estonsko ministrstvo za okolje izdalo predhodno poročilo, v katerem je povzelo del degradacije, ki jo je do zdaj pregledalo. Poročilo opisuje največjo škodo, povzročeno zgornji plasti zemlje in podzemni oskrbi z vodo zaradi sistematičnega odlaganja reaktivnega goriva v šestih letalskih bazah sovjetske vojske. V letalski bazi blizu Tape, mestu največje škode, so uradniki ocenili, da je 6 kvadratnih kilometrov zemlje prekrito s plastjo goriva; kontaminiranih naj bi bilo 11 kvadratnih kilometrov podzemne vode. Voda v okolici je bila nepitna, zato so jo domačini včasih zakurili, da bi se ogrevali pozimi. Z dansko pomočjo so estonske ekipe začele čistiti kraj, čeprav so ocenili, da bodo verjetni stroški znašali kar 4 milijone EEK. Ministrstvo za okolje je dodelilo denarne stroške v višini več kot 10 milijard EEK za škodo na zgornji plasti zemlje in oskrbi z vodo. Vendar pa je ministrstvo leta 1993 lahko dodelilo samo 5 milijonov EEK za čiščenje.
V poročilu vlade leta 1992 Konferenci Združenih narodov o okolju in razvoju je Estonija podrobno opisala druge pomembne okoljske pomisleke. Estonija je bila na primer nekaj zaporednih let vodilna v svetu po proizvodnji žveplovega dioksida na prebivalca. Skoraj 75 % onesnaženega zraka v Estoniji naj bi izviralo iz dveh termoelektrarn na oljni skrilavec, ki delujeta v bližini Narve. Kopanje oljnega skrilavca v severovzhodni Estoniji je prav tako pustilo velike gomile apnenčaste jalovine, posejane po regiji. V bližini mesta Sillamäe, kjer je bila nekdanja tovarna za bogatenje urana, je bilo okoli 1200 ton urana in okoli 750 ton torija vrženih v rezervoar na obali Finskega zaliva. To naj bi povzročilo resne zdravstvene težave med prebivalci tega območja. V obalnem mestu Paldiski je bila velika skrb tudi odstranitev odpadkov, ki so jih pustili jedrski reaktorji sovjetske vojske. Skupni stroški čiščenja okolja v obeh mestih so bili ocenjeni na več kot 3,5 milijarde EEK.
Naravne nevarnosti: spomladi na nekaterih območjih pogosto prihaja do poplav.
Okolje – aktualna vprašanja: zrak onesnažen z žveplovim dioksidom iz elektrarn na oljni skrilavec na severovzhodu; vendar so se količine onesnaževal, izpuščenih v zrak, močno zmanjšale, obremenitev z onesnaženostjo odpadne vode v čistilnih napravah pa se je znatno zmanjšala zaradi izboljšane tehnologije in spremljanja okolja; Estonija ima več kot 1400 naravnih in umetnih jezer, od katerih je treba manjša na kmetijskih območjih nadzorovati; obalna morska voda je na določenih lokacijah onesnažena.
Okolje – mednarodni sporazumi:
pogodbenica: Onesnaženost zraka, Onesnaženost zraka – težke kovine, Onesnaženost zraka – Dušikovi oksidi, Onesnaženost zraka – Obstojna organska onesnaževala, Onesnaženost zraka – Žveplo 85, Onesnaženost zraka – Hlapne organske spojine, Antarktična pogodba, Biotska raznovrstnost, Podnebne spremembe, Podnebne spremembe – Kjoto Protokol, podnebne spremembe – Pariški sporazum, celovita prepoved jedrskih poskusov, dezertifikacija, ogrožene vrste, spreminjanje okolja, nevarni odpadki, pomorsko pravo, morsko odlaganje – Londonski protokol, zaščita ozonskega plašča, onesnaženje z ladij, tropski les 2006, mokrišča, kitolov.

## Območje in meje
Območje:

skupaj: 45.228 km²

kopno: 42.338 km²

voda: 2840 km²

opomba: vključuje 1520 otokov v Baltskem morju
Kopenske meje:

skupaj: 657 km

obmejne države: Latvija 333 km, Rusija 324 km
Obala: 3794 km
Pomorske zahteve:

teritorialno morje: 12 nmi
izključna ekonomska cona: omejitve, kot so se dogovorile Estonija, Finska, Latvija, Švedska in Rusija
Ekstremne višine:

najnižja točka:Baltsko morje 0 m

najvišja točka:Suur Munamägi 318 m

### Geografska (krajinska) območja
- Severna Estonija (približno enako »Põhja-Eesti maastikuvaldkond« , ki vključuje glavno mesto Talin)
- Južna Estonija
- Zahodna Estonija
- Vzhodna Estonija